# Cesare Cristiani di Ravarano
Cesare Cristiani di Ravarano, (variante Di Raverano) (Solero, 18 luglio 1797 – Torino, 21 marzo 1857), è stato un magistrato e politico italiano.
Laureatosi in Giurisprudenza presso l'Università di Parigi, titolo di studio confermato presso l'Università di Torino divenne Procuratore generale presso la Regia Camera dei conti del Piemonte nel 1841,
Presidente di classe nel Senato di Piemonte il 11 dicembre 1847, l'anno successivo Primo presidente del Senato di Casale. Fu anche Membro della Commissione superiore di liquidazione e del Consiglio generale dell'Amministrazione del debito pubblico negli Stati di Terraferma.